# Sara Kali
Sara ou Sara, a negra (em romani: Sara la Kali; em francês: Sara la noire), segundo várias lendas, foi uma discípula de Jesus venerada popularmente como santa pela Igreja Católica. Ela é invocada como a padroeira dos povos ciganos e de mulheres que buscam fertilidade.
O seu nome, tal como o da matriarca judia Sara, cuja vida é relatada no Antigo Testamento, teria se originado do hebraico e era supostamente usado para designar uma mulher de grande relevância na sociedade, mantendo por significado "princesa" ou "senhora". Já o epíteto Kali origina-se, supostamente, do idioma sânscrito, tendo por tradução a palavra "negra". Nas suas tradicionais iconografias, Sara é representada com a pele escura.

## História

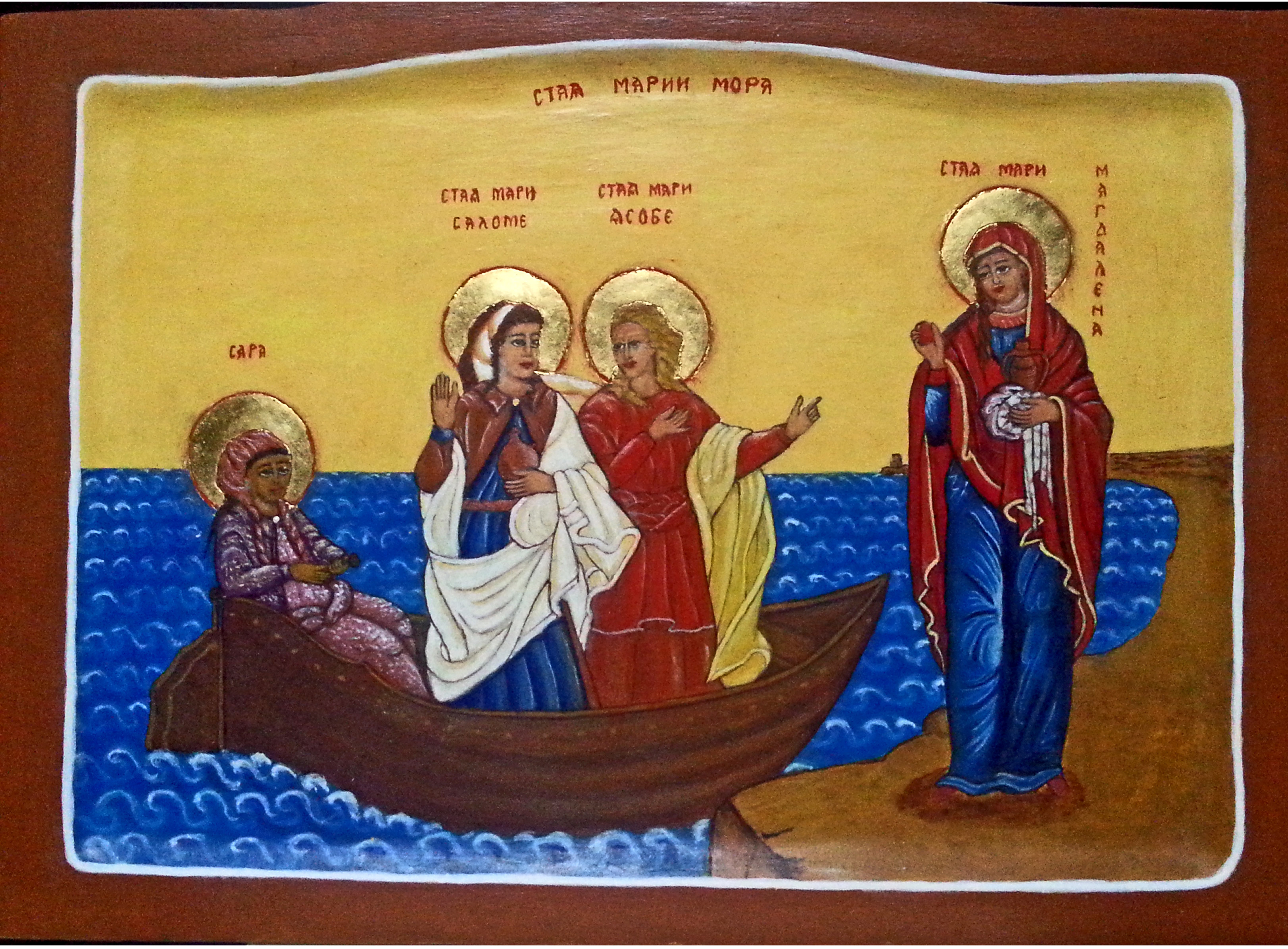
Santa Sara e as três Marias

A história de Sara é incerta, uma vez que não há registros sobre sua vida. Lendas relatam que ela teria auxiliado Maria durante o nascimento de Jesus.
Sara também estaria presente na crucificação de Jesus, embora os Evangelhos Canônicos não a mencionem. Ela também é identificada como serva de Maria Madalena.
Com o início da perseguição aos cristãos no território Israel, conta-se que Sara foi deportada do país juntamente com Maria Madalena, Maria de Cléofas, Maria Salomé, os irmãos Marta, Maria e Lázaro de Betânia, Marcela e um cristão de nome Maximino. A tradição relata que eles foram lançados no Mar Mediterrâneo numa embarcação sem remo que chegou onde nos dias atuais seria a comuna francesa de Saintes-Maries-de-la-Mer (Santas Marias do Mar em francês). Conta-se que o grupo, temendo um naufrágio, puseram-se em oração. Sara, por sua vez, havia de ter feito uma promessa de que se conseguissem desembarcar sem que houvesse mortes, teria ela que se cobrir com um véu em forma de agradecimento.

## Sara como filha de Jesus
Alguns autores, como Dan Brown, por exemplo, baseando-se em outras obras como o pseudohistórico livro Holy Blood, Holy Grail ao compor a obra O Código Da Vinci, sugerem que Sara seria, na verdade, filha de Jesus Cristo e Maria Madalena. No entanto, essas especulações são descartadas pela vasta maioria dos estudiosos.

## Veneração

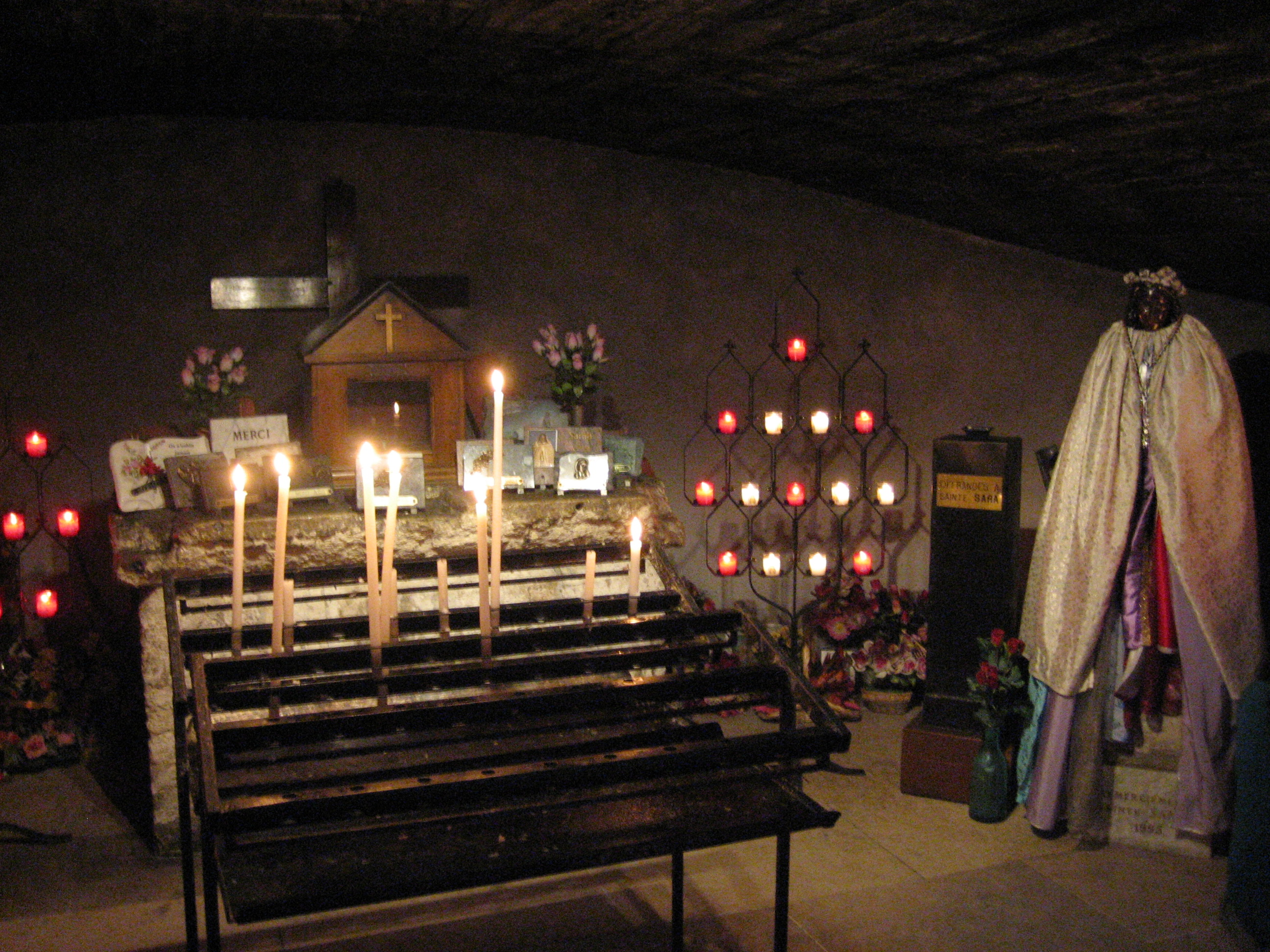
Interior da igreja de Saint Michel

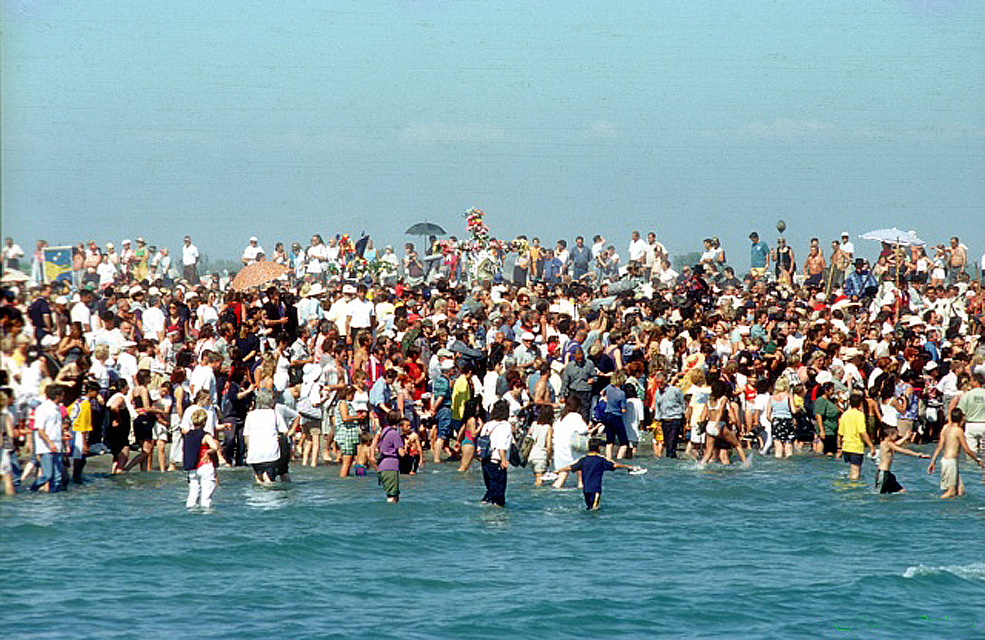
Procissão de Santa Sara em Saintes-Maries-de-la-Mer

Em Saintes-Maries-de-la-Mer, na cripta da igreja de Saint Michel, afirma-se que estariam suas relíquias, junto a uma estátua que lhe representaria. Sobre isso, Jean de Labrune escreveu no início do século XVIII:

"No ano de 1447, ele (René d'Anjou) mandou pedir bulas ao Papa Nicolau V para realizar a inquisição destes Corpos Sagrados; que lhe foi concedido, os ossos das Marias foram colocados em ricos e soberbos santuários. Para Santa Sara, por não ter a qualidade das suas senhoras, os seus ossos estavam apenas contidos numa simples caixa, que foi colocada debaixo de um altar numa capela subterrânea".
Seu culto não deixou vestígios antes de 1800. Da tradição provençal, retoma a memória da "Santas Marias do Mar", da qual Sara tornou-se serva segundo a tradição hagiográfica. Fernand Benoit, que foi o primeiro historiador a decifrar este folclore, sublinha que tal como acontece com Maria de Cléofas, Maria Salomé e Maria Madalena, Sara recebe em sua homenagem uma procissão até ao mar que os ciganos fazem desde 1936. Precedendo em um dia o dia da festa das três Marias, a estátua da Santa Sara é submersa no mar até o meio do corpo.
Em Camarga, a imersão ritual no mar segue uma antiga tradição. Ainda no século XVII, em memória do desembarque do grupo cristão as margens do Mediterrâneo, os camargues percorreram entre bosques e vinhas até chegarem à praia, prostando-se por fim no mar.
"O rito de navegação do 'tanque naval', despojado da lenda do desembarque, surge como uma cerimônia complexa que une a procissão do tanque pelo campo e a prática da imersão de relíquias; está ligada às procissões agrárias e purificadoras que nos foram preservadas pelas festas das Rogações e do Carnaval"
— Fernand Benoit, Provence e Comtat Venaissin, Artes e Tradições Populares.
O historiador também sublinha que estas procissões até ao mar contribuem para o próprio caráter da civilização provençal e para o seu medo respeitoso do Mediterrâneo, uma vez que se encontram tanto em Saintes-Maries-de-la-Mer como em Fréjus, Mónaco, Saint-Tropez ou Collioure, o culto ligado a outros santos.